# Mjövattnet (Anundsjö socken, Ångermanland)
Mjövattnet är en sjö i Örnsköldsviks kommun i Ångermanland och ingår i Gideälvens huvudavrinningsområde. Sjön har en area på 0,38 kvadratkilometer och ligger 273 meter över havet. Sjön avvattnas av vattendraget Lillån.

## Delavrinningsområde
Mjövattnet ingår i det delavrinningsområde (706631-162332) som SMHI kallar för Inloppet i Storborgaren. Medelhöjden är 288 meter över havet och ytan är 4,32 kvadratkilometer. Det finns inga avrinningsområden uppströms utan avrinningsområdet är högsta punkten. Lillån som avvattnar avrinningsområdet har biflödesordning 3, vilket innebär att vattnet flödar genom totalt 3 vattendrag innan det når havet efter 85 kilometer. Avrinningsområdet består mestadels av skog (72 procent) och sankmarker (13 procent). Avrinningsområdet har 0,38 kvadratkilometer vattenytor vilket ger det en sjöprocent på 8,7 procent.